# Lipocarpha chinensis
Lipocarpha chinensis är en halvgräsart som först beskrevs av Pehr Osbeck, och fick sitt nu gällande namn av Johannes Hendrikus Kern. Lipocarpha chinensis ingår i släktet Lipocarpha och familjen halvgräs. IUCN kategoriserar arten globalt som livskraftig. Inga underarter finns listade i Catalogue of Life.

## Bildgalleri

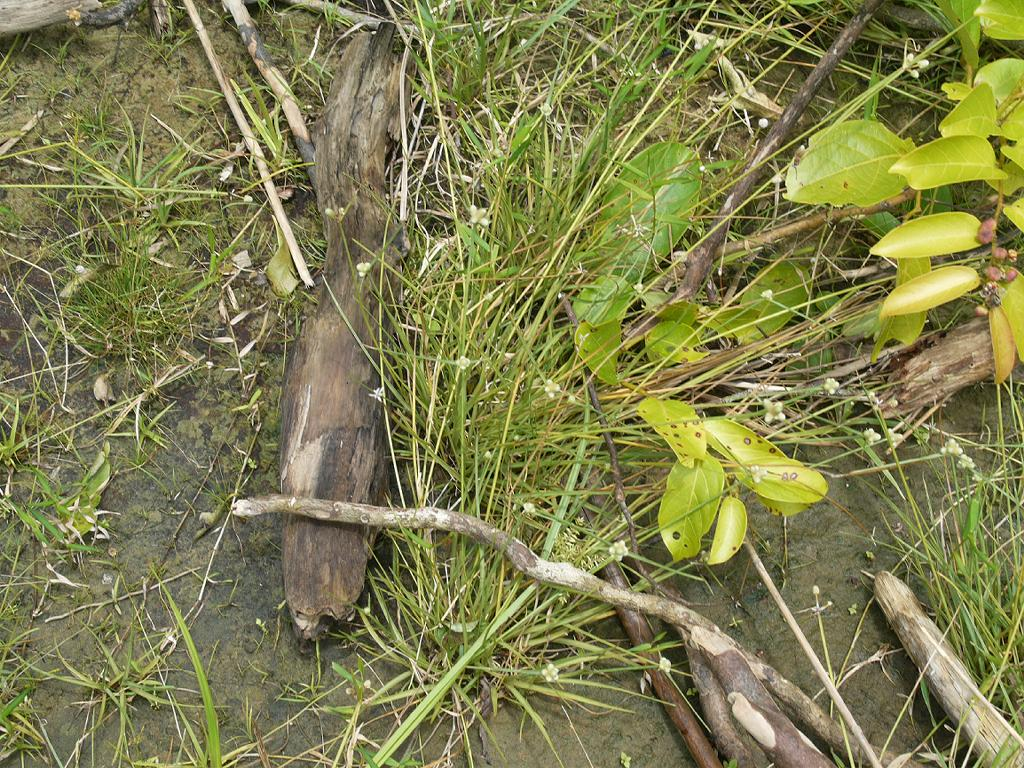